# Ескадрені міноносці типу «Кагеро»
Ескадрені міноносці типу «Кагеро» (яп. 陽炎型駆逐艦, Kagerō-gata Kuchikukan) — ескадрені міноносці Імперського флоту Японії періоду Другої світової війни.

## Історія створення
31 грудня 1936 року закінчився термін дії Лондонського морського договору 1930 року. Оскільки Японія не підписала Лондонський морський договір 1936 року, її конструктори могли діяти без жодних обмежень. Був узагальнений досвід побудови попередніх есмінців, щоб нові кораблі найповніше відповідали стратегічним і тактичним завданням, що стояли перед Імперським флотом Японії. А завдяки сприятливій політичній обстановці розробка велась без жодних фінансових обмежень.

## Конструкція
При розробці нових кораблів Генеральний штаб флоту видав такі вимоги:
- швидкість не менше 36 вузлів
- дальність плавання не менше 5000 миль на швидкості 18 вузлів
- озброєння, аналогічне есмінцям типу «Фубукі»
- розміри корпусу не повинні перевищувати тип «Фубукі»

Проте в результаті розробки максимальну швидкість довелось обмежити значенням 35,5 вузла. Враховуючи недоліки попередніх кораблів, велике значення надавалось остійності. Для цього конструктори збільшили ширину на 0,45 м, також була збільшена осадка.
Форма корпусу була дещо модифікована, особливо в кормовій частині. На кораблях була встановлена полегшена силова установка потужністю 52 000 к.с. Турбіни розташовувались в одному відсіку.
Озброєння було таким, як у попередників і складалось з шести 127-мм/50 гармат «Тип 3», розміщених у спарених установках. Одна башта розміщувалась в носовій частині, дві — в кормовій, одна трохи вище іншої.
Кут підвищення гармат становив 55°.
Торпедне озброєння складалось з двох чотиритрубних 610-мм торпедних апаратів. Кожна труба мала по запасній торпеді.
На кораблях були встановлені 2 бомбомети, запас глибинних бомб становив 18 штук.
Зенітне озброєння складалось з чотирьох 25-мм зенітних гармат «Тип 96». У середині 1943 року на вцілілих кораблях встановили ще одну спарену 25-мм установку. Наприкінці року кормову підвищену башту демонтували, замість неї встановили дві строєні 25-мм установки. Таким чином, загальну кількість зенітних автоматів довели до 14. У 1944 році встановили ще 14 одиночних автоматів.
Також встановили ще 2 бомбомети, запас глибинних бомб довели до 36.
«Хамакадзе» став першим японським есмінцем, що був оснащений радаром. Надалі на всі японські есмінці ставили радари «Тип 13» та «Тип 22».

## Представники
| Назва       | Верф                       | Закладений             | Спущений на воду       | Вступив у стрій        | Доля |
| ----------- | -------------------------- | ---------------------- | ---------------------- | ---------------------- | --- |
| Кагеро      | Верф ВМФ в Майдзуру        | 3 вересня 1937 року    | 27 вересня 1938 року   | 6 листопада 1939 року  | Загинув 8 травня 1943 року біля острова Коломбангара                                                     |
| Сірануї     | Верф «Uraga Dock»          | 30 серпня 1937 року    | 28 червня 1938 року    | 20 грудня 1939 року    | Потоплений 26 жовтня 1944 року у внутрішній частині Філіппінського архіпелагу                            |
| Куросіо     | Верф «Фуджінагата» в Осаці | 31 серпня 1937 року    | 28 жовтня 1938 року    | 1 січня 1940 року      | Загинув 8 травня 1943 року біля острова Коломбангара                                                     |
| Оясіо       | Верф ВМФ в Майдзуру        | 29 березня 1938 року   | 29 листопада 1938 року | 20 серпня 1940 року    | Загинув 8 травня 1943 року біля острова Коломбангара                                                     |
| Хаясіо      | Верф «Uraga Dock»          | 30 червня 1938 року    | 19 квітня 1939 року    | 31 серпня 1940 року    | Потоплений 24 листопада 1942 року біля Лае                                                               |
| Нацусіо     | Верф «Фуджінагата» в Осаці | 9 грудня 1937 року     | 23 лютого 1939 року    | 31 серпня 1940 року    | Потоплений 9 лютого 1942 року біля острова Сулавесі                                                      |
| Хацукадзе   | Верф «Кавасакі»            | 3 грудня 1937 року     | 24 січня 1939 року     | 15 лютого 1940 року    | Потоплений 2 листопада 1943 року біля острова Бугенвіль                                                  |
| Юкікадзе    | Верф ВМФ в Сасебо          | 2 серпня 1938 року     | 24 березня 1939 року   | 20 січня 1940 року     | У 1947 році переданий Китаю Зданий на злам у 1970 році                                                   |
| Амацукадзе  | Верф ВМФ в Майдзуру        | 14 лютого 1939 року    | 19 жовтня 1939 року    | 26 жовтня 1940 року    | Важко пошкоджений авіацією 6 квітня 1945 року, в наступні дні викинутий на берег біля Амоя та підірваний |
| Токіцукадзе | Верф «Uraga Dock»          | 20 лютого 1939 року    | 10 листопада 1939 року | 15 грудня 1940 року    | Потоплений 3 березня 1943 року у битві в морі Бісмарка                                                   |
| Уракадзе    | Верф «Фуджінагата» в Осаці | 11 квітня 1939 року    | 19 квітня 1940 року    | 15 грудня 1940 року    | Потоплений 21 листопада 1944 року у південній частині Східнокитайського моря                             |
| Ісокадзе    | Верф ВМФ в Сасебо          | 25 листопада 1938 року | 19 червня 1939 року    | 30 листопада 1940 року | Потоплений 7 квітня 1945 року у Східнокитайському морі                                                   |
| Хамакадзе   | Верф «Uraga Dock»          | 20 листопада 1939 року | 25 листопада 1940 року | 30 червня 1941 року    | Потоплений 7 квітня 1945 року у Східнокитайському морі                                                   |
| Танікадзе   | Верф «Фуджінагата» в Осаці | 1 листопада 1940 року  | 25 квітня 1941 року    | 10 серпня 1944 року    | Потоплений 9 червня 1944 року в районі архіпелагу Сулу                                                   |
| Новакі      | Верф ВМФ в Майдзуру        | 8 листопада 1939 року  | 17 вересня 1940 року   | 28 квітня 1941 року    | Потоплений 26 жовтня 1944 року біля східного узбережжя Філіппін                                          |
| Арасі       | Верф ВМФ в Майдзуру        | 4 травня 1939 року     | 22 квітня 1940 року    | 25 листопада 1940 року | Загинув 7 серпня 1943 року в бою в затоці Велья                                                          |
| Хагікадзе   | Верф «Uraga Dock»          | 23 травня 1939 року    | 18 червня 1940 року    | 31 березня 1941 року   | Загинув 7 серпня 1943 року в бою в затоці Велья                                                          |
| Майкадзе    | Верф «Фуджінагата» в Осаці | 22 квітня 1940 року    | 15 березня 1941 року   | 19 липня 1941 року     | Потоплений 17 лютого 1944 року в районі атола Трук                                                       |
| Акігумо     | Верф «Uraga Dock»          | 2 липня 1940 року      | 11 квітня 1941 року    | 27 вересня 1941 року   | Потоплений 11 квітня 1944 року в морі Сулавесі підводним човном «Редфін»                                 |